# Pogórze Spisko-Gubałowskie
Das Zips-Gubałówka-Vorgebirge (polnisch Pogórze Spisko-Gubałowskie) ist ein Gebirgszug der Karpaten in Polen und der Slowakei. Es liegt nördlich der Tatra, von der es durch den Graben Rów Podtatrzański getrennt wird, in den historischen Regionen Orava, Podhale und Zips. Im Norden reicht es bis an den Talkessel Kotlina Orawsko-Nowotarska und die Pieninen. In Polen gehört es zu den Gemeinden Zakopane, Kościelisko, Poronin, Czarny Dunajec, Biały Dunajec, Szaflary, Bukowina Tatrzańska sowie Łapsze Niżne in den Kreisen Powiat Tatrzański und Powiat Nowotarski in der Woiwodschaft Kleinpolen. Es ist Teil der Makroregion Obniżenie Orawsko-Podhalańskie.

## Lage
Das Pogórze Spisko-Gubałowskie kann in folgende Gebirgszüge unterteilt werden:
- Pogórze Skoruszyńskie, das sich wiederum in drei Gebirgszüge unterteilt:
  - Pogórze Orawskie  westlich des Tals Dolina Zimnej Wody Orawskiej, mit dem Kopec (1251 m) als höchster Erhebung
  - Skoruszyńskie Wierchy – zwischen der Dolina Zimnej Wody Orawskiej und dem Fluss Orawica, mit der Skoruszyna (1314 m) als höchster Erhebung
  - Orawicko-Witowskie Wierchy zwischen der Orawica und dem Fluss Czarny Dunajec mit der Magura Witowska (1233 m) als höchster Erhebung sowie weiteren Gipfeln: Przysłop Witowski (1161 m) und Hurchoci Wierch (1090 m)
- Pogórze Gubałowskie, auch Pasmo Gubałowskie genannt, zwischen dem Czarny Dunajec und dem Fluss Biały Dunajec mit der Palenica Kościeliska (1183 m) als höchster Erhebung sowie weiteren Gipfeln: Butorowy Wierch (1160 m) und Gubałówka (1126 m)
- Pogórze Bukowińskie, auch Pogórze Gliczarowskie genannt zwischen dem Biały Dunajec und dem Fluss Białka mit der Cyrhla nad Białką (1158 m) als höchster Erhebung
- Pogórze Spiskie, mit der Magura Spiską als Hauptkamm, östlich der Białka mit dem Rzepisko (1259 m) als höchster Erhebung sowie weiteren Gipfeln: Kuraszowski Wierch (1040 m).

## Beschreibung
Innerhalb Polens beträgt die Fläche des Gebirges 370 km². Es besteht aus dem Karpatenflysch. Die Südhänge sind kürzer und steiler als die Nordhänge. Es ist auf der polnischen Seite dicht besiedelt, sowohl in den Tälern wie auch auf den Bergrücken. Der ursprüngliche dichte Wald, der das Gebiet bis ins Mittelalter bewuchs, ist zu einem großen Teil bereits seit dem 13. Jahrhundert für die Almwirtschaft gerodet worden. Seit dem 19. Jahrhundert gewann der Tourismus an Bedeutung und die landwirtschaftliche Nutzung verlor diese. Der slowakische Teil ist stärker bewaldet und nur wenig besiedelt.

## Naturschutz
Größere Waldflächen stehen heute unter Naturschutz, so zum Beispiel im Naturreservat Niebieska Dolina oder Naturreservat Skałka Rogoźnicka. An dem Nordrand treten Kalkfelsen auf, insbesondere in den Bergen Żdżar in Maruszyna (773 m), Cisowa Skała (668 m) und Obłazowa (670 m) bei Nową Białą, Ranisberg (678 m) bei Szaflary, die ebenfalls teilweise geschützt werden.